# Veritatis Splendor
Veritatis Splendor (Latijn voor De Pracht van de Waarheid) is de tiende encycliek van paus Johannes Paulus II. Zij verscheen op het feest van de Gedaanteverandering van de Heer op 6 augustus 1993.
Deze encycliek handelt over de kerkelijke moraalleer.
- Inleiding
- Eerste hoofdstuk - "Meester, wat voor goeds moet ik doen...? (Mt. 19, 16)

Christus en het antwoord op de morele vraag
- Tweede hoofdstuk - "Past u niet aan de denktrant van deze wereld aan!" (Rom. 12, 2)

De Kerk en de beoordeling van enkele tendensen van de tegenwoordige moraaltheologie
- Derde hoofdstuk - "Opdat het kruis van Christus zijn kracht niet zou verliezen." (1 Kor. 1, 17)

Het zedelijk goede voor het leven van de Kerk en van de wereld
- Vierde hoofdstuk - Slot

Maria, Moeder van barmhartigheid